# Estadio Winston Pineda
El Estadio Winston Pineda es más conocido como Estadio El Cóndor por estar ubicado en el barrio el Cóndor del municipio de Jutiapa del departamento de Jutiapa en Guatemala.
Posee una capacidad para 7,300 aficionados.
- Datos: Q5400531